# Francesc Laporta i Valor

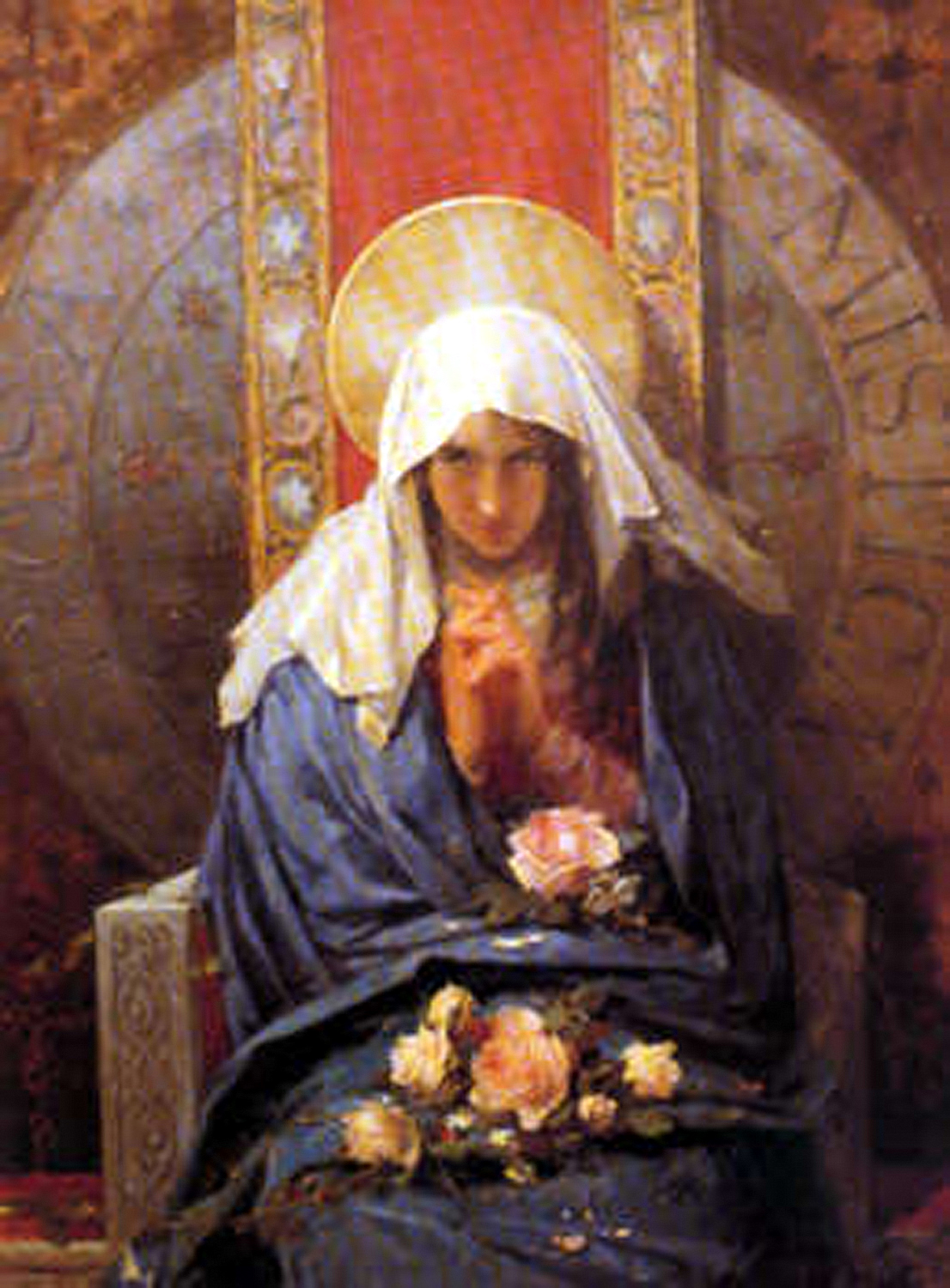
Rosa mística

Francisco Laporta Valor (Alcoi, 1850 – 1914) va ser un pintor espanyol.

## Biografia
Estudià a Madrid a l'Acadèmia de San Fernando amb Casado del Alisal i era condeixeble d'Alejandro Ferrant, Casto Plasencia i Francisco Padilla. Va marxar a París i al retorn muntà amb els seus germans a Madrid el primer taller de fotogravat el 1880. Abans d'això instal·laria la primera litografia d'Alcoi. Va ser regidor de l'ajuntament d'Alcoi i catedràtic de dibuix de l'Escola d'Arts i Oficis d'Alcoi i de la de Belles Arts de Barcelona.

## Obres

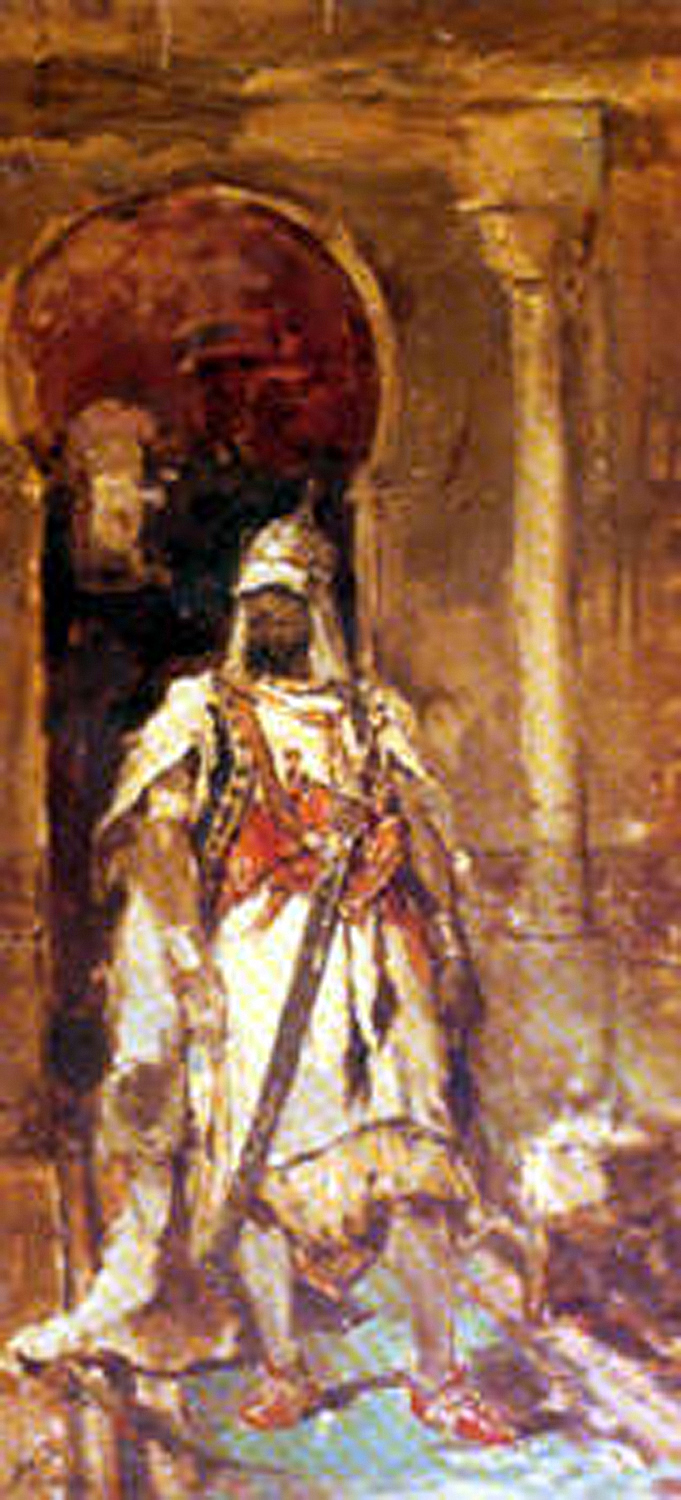
Disseny del trage de l'alferes de la filà Chano 1903

És un pintor que tota la seua producció és pràcticament de motius religiosos. Es presenta a l'Exposició Nacional de Belles Arts de 1892 amb les obres San Pablo predicando en el aerópago i Jesús en casa de Marta i va obtindre la tercera medalla que va refusar.
Va participar en la restauració del temple de Santa Maria d'Alcoi amb diverses teles i sobretot amb el mural de l'Apoteosis de Nuestra Señora de la cúpula del dit temple que va desaparèixer el 1937. Es conserven al temple un parell de quadros d'ell de joventut. A la Capella de Sant Miquel va pintar el sostre del presbiteri i els grans quadres que penjaven de les parets de la hui ruïnosa església de l'Asil de les Germanetes dels pobres que es va edificar amb l'herència del Milagro Jordà i Puigmoltó.
L'apoteosi de la religió franciscana que es pot admirar a l'església de Sant Maur i Sant Francesc d'enormes dimensions, era el sostre de la sagristia de l'antic convent franciscà demolit durant la guerra civil que ocupava la planta del temple actual i el mercat que existix en l'actualitat al seu costat. Aquest quadre va passar prop de quaranta anys enrotllat com una estora fins al seu redescobriment i posterior restauració. En aquesta sagristia també hi havia un Sant Bonaventura, Nicolau IV, Alexandre V, Sixt IV i Sixt V de l'autor.
Altres obres seves són:
- Niño con mandolina sobre un paisaje de chimeneas
- El alquimista
- Un baño de luz

Els dissenys de la filà Marrakeschs, filà Gusmans i la filà Bascos són obra seua.